# Николаев, Виктор Васильевич
Виктор Васильевич Никола́ев (19 сентября 1940, Иваново, СССР) — советский футболист, нападающий.

## Карьера
Воспитанник ивановского футбола. Начинал свою карьеру в «Текстильщике». В 1962 году вместе со своим партнером по атаке Борисом Карасёвым перебрался в ленинградское «Динамо», которое на тот момент выступала в классе «А». За «бело-голубых» Николаев выступал на протяжении 5 лет.
В 1967 году играл в классе «А» за ленинградский «Зенит». Всего в высшем эшелоне советского футбола Николаев провел 53 матча и забил 4 мяча. Завершал свою карьеру игрок в ярославском «Шиннике».